# Fetischism (sexologi)
Sexuell fetischism (från portugisiska feitiço ’amulett’ ) innebär sexuell åtrå till ett föremål, en aktivitet eller en kroppsdel ("fetischen") som vanligen inte uppfattas som upphetsande. Den har i strikt mening inte med identifikation med föremålet eller rollspel att göra.
I talspråket har ordet fetischism en mycket vidare innebörd och kan då exempelvis avse att en person blir sexuellt upphetsad av att se kvinnor i underkläder. För att vara en fetischism i medicinsk bemärkelse krävs att det är underkläderna i sig som personen blir upphetsad av.

## Definition och historik
Ofta utgörs fetischen av särskilda material, såsom läder, gummi, lack, pvc, nylon, siden, satin samt även lycra. Även klädesplagg, högklackade skor, stövlar, väskor och andra ting kan vara föremål för fetischismen. En känd form är fotfetischism, då personen finner fötter sexuellt upphetsande. Andra varianter är dragning till uniformer av olika slag. En modern form av fetischism är gearfetish vilket innebär en dragning till skyddsutrustning som t.ex. mc-ställ, dykardräkter, kemdräkter, larmställ, gasmasker, hjälmar, byggjobbarkläder, regnkläder, gummistövlar, dunjackor, ishockeyutrustning eller utrustning som spelare av amerikansk fotboll har på sig. Speciella dräkter som efterliknar fiktiva superhjältar eller science fiction-karaktärer från olika filmer eller seriefigurer (till exempel olika anime-figurer) kan också utgöra fetischer.
Fetischism handlar egentligen inte om mode eller estetik och påverkas inte direkt av huruvida ett visst skönhetsideal funnits under en viss tid.
I den internationella psykiatrins handbok DSM-5 räknas fetischism som en frisk sexuell variation (så kallad parafili). Men om utlevnaden blir självdestruktiv kan personens fetischism i stället klassas som en parafil störning. I manualens föregångare DSM-IV hade man inte någon språklig distinktion mellan parafili och parafil störning, men man hade fortfarande självdestruktivitet som ett obligatoriskt diagnoskriterium: Självdestruktiva fetischister ansågs lida av fetischism, medan fetischister som inte var självdestruktiva hade man inget att säga om överhuvudtaget.
Ännu längre tillbaka (DSM-III, på åttiotalet) räknades fetischism som en störning oavsett om utlevnaden var självdestruktiv eller inte. Parafilin fetischism betraktades även då som en mild psykisk avvikelse, eftersom endast den enskilde själv påverkas direkt av den.
I den svenska versionen av världshälsoorganisationens manual ICD-10 avskaffades störningsstämplingen av fetischism (tillsammans med BDSM och transvestism) 2009. Dessa störningsstämplar finns dock kvar i den internationella versionen.

## Transvestitisk fetischism
Fetischism kan även uppträda som så kallad transvestitisk fetischism, det vill säga en transvestism som inte anses omfatta ett könsöverskridande beteende som rör könsidentiteten, utan att själva iklädandet av ett annat köns kläder är sexuellt upphetsande. Denna form har en egen diagnos i DSM-IV och ICD-10, skild från såväl fetischism som transvestism.
Damplagg, som associeras med transvestitisk fetischism, är bland annat nylonstrumpor/silkesstrumpor/strumpbyxor, nattlinnen, underklänningar, underkjolar och skor, men även vanliga kläder. Både transvestitisk fetischism och könsöverskridande transvestism betraktas som parafilier, men den senare har ingen egentlig koppling till sexuella beteenden.

## Svensk sjukdomsklassificering
Socialstyrelsen tog vid årsskiftet 2009 bort sjukdomsklassningen av fetischism och fetischistisk transvestism ur den svenska sjukvårdens diagnossystem, med motiveringen att diagnoserna härrörde från en tid då allt annat än heterosexuell missionärsställning sågs som sexuella perversioner. Socialstyrelsens generaldirektör Lars-Erik Holm uttalade i samband med ändringen att verket med förändringen ville "understryka att det här är beteenden som inte är sjukdomar och inte heller är perverst."